# Castle Moil
Castle Moil (schottisch-gälisch: Caisteal Maol), auch unter den Namen Dun Akyn, Dunakin Castle, Dun Haakon und Castle Dunakin bekannt, ist die Ruine einer Burg. Sie liegt auf einem Hügel oberhalb von Kyleakin auf der Insel Skye in Schottland, mit Blick auf die Gemeinde Kyle of Lochalsh auf dem gegenüber liegenden Festland.
Der gälische Begriff Maol bedeutet „nackt“, während die Bezeichnung Dun Akyn aus dem altnordischen als „Burg des Haakon“ gelesen wird.

## Geschichte

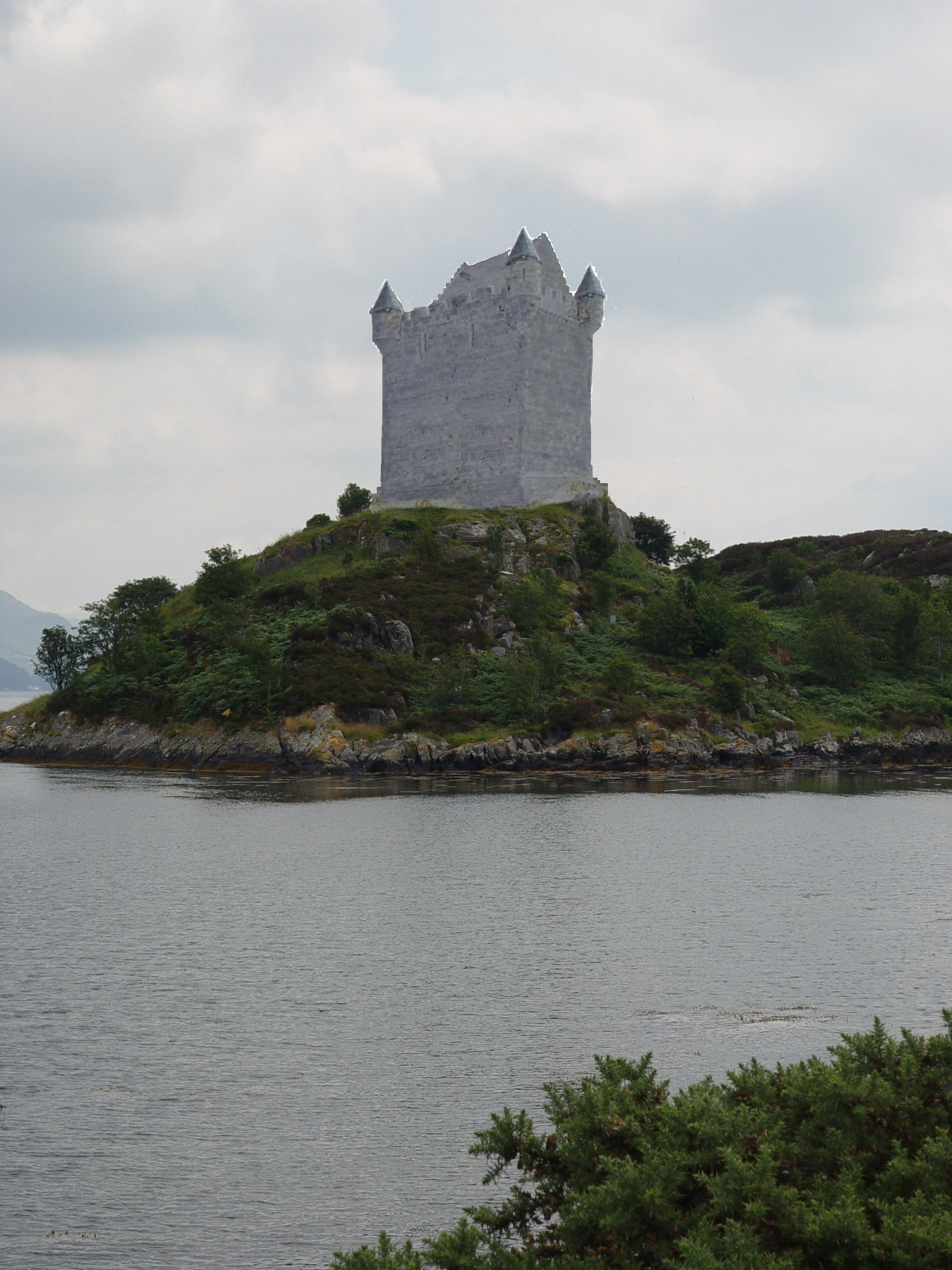
Vermutetes Aussehen der Burg im 16. Jahrhundert

Der Legende nach soll Findanus, 4. Chief des Clan MacKinnon und Urenkel von Alpín mac Echdach, Dunakin Castle in den Besitz der Familie gebracht haben, indem er um das Jahr 900 eine normannische Prinzessin heiratete. Von dieser Prinzessin ist nur ihr Spitzname „Saucy Mary“ bekannt. Findanus und seine Braut sollen eine schwere Kette von der Burg über den Kyle Akin bis nach Loch Alsh gespannt haben, um so von vorbeifahrenden Schiffen eine Zoll fordern zu können. Die Prinzessin soll auf dem Friedhof von „Beinn na Caillich“ auf Skye begraben, ihr Gesicht nach Norwegen gerichtet sein.
Auch wenn es sich hierbei um eine Legende handelt: Eine Verbindung zum alten Norwegen existiert. König Håkon IV. versammelte vor der Seeschlacht von Largs im Jahr 1263 hier seine Flotte von Langschiffen – daher auch die alternativen Namen. Sein Misserfolg beendete jedoch den norwegischen Einfluss auf die schottischen Inseln.
Die Burg beherrschte die Durchfahrt von Kyle Akin zwischen Skye und dem Festland, alle Schiffe mussten passieren oder den oft stürmischen Umweg um Skye herum nehmen. Sie ist ein alter Sitz des Clan MacKinnon. Historische Dokumente sowie archäologische Untersuchungen belegen eine Errichtung der heute sichtbaren Bauten im späten 15. oder dem frühen 16. Jahrhundert. Im Jahr 1513 wurde hier ein Treffen von Clan Chiefs abgehalten, bei dem die Unterstützung von Donald MacDonald als Lord of the Isles beschlossen wurde. 
Der letzte Bewohner der Burg war Neill MacKinnon, Neffe des 26. Chief. Er starb im Jahr 1601.

## Beschreibung
Die Anlage bestand lediglich aus einem einfachen rechteckigen Bergfried, der ursprünglich drei oder vier Stockwerke hoch war. Die noch vorhandenen Wände des Bergfriedes sind bis zu 3,4 Meter stark. Erhalten ist jedoch lediglich der Keller, der komplett mit Schutt verfüllt ist und bisher nicht freigelegt und erforscht wurde. Man vermutet dort Lagerräume und eine Küche. Man betritt die Burg heute auf der Etage, die einst die Halle oder der Speisesaal war. Treppen führten zu den darüber liegenden Stockwerken.
Stürme in den Jahren 1949 und 1989 haben große Teile der Überreste umstürzen lassen, die Burg ist nahezu völlig zerstört. Die Reste wurden vor weiterem Verfall gesichert. Ausgrabungen oder weitere Untersuchungen sind nicht geplant.
Zu Fuß kann die Ruine über einen Trampelpfad vom Hafen Kyleakins aus erreicht werden. Der Weg liegt zum Teil sehr dicht am Wasser und wird regelmäßig vom Tidehochwasser überflutet.